# Flachbach (Jagst)
Der Flachbach ist ein heute längstenteils grabenartiger Bach im Stadtgebiet von Crailsheim im baden-württembergischen Landkreis Schwäbisch Hall, der nach etwas über 2 km langem Lauf ungefähr nach Osten gegenüber dem Stadtteil Ingersheim von links in die obere Jagst mündet.

## Geographie

### Verlauf
Der Flachbach entsteht am Umspannwerk neben der L 1066 zwischen dem Dorf Onolzheim und dem heute mit dem Stadtzentrum zusammengewachsenen ehemaligen Weiler Altenmünster von Crailsheim. Auf etwa 422 m ü. NHN beginnt an einer kleinen Baumgruppe ein fast schnurgerade ostwärts laufender, oft wasserloser Graben, der dem Gelände des Umspannwerkes am Südrand entlangläuft und dann zwischen Äckern und mit nur selten Baum- oder Strauchbewuchs neben einem Feldweg einherzieht. Auf einem nur kurzen Abschnitt mit Bäumen am Ufer mündet ein kurzer Graben vom Südrand von Altenmünster her.
Nahe an einem Anwesen, das aus dem Ortsrand hervorspringt, unterquert der Bach den Jagstheimer Weg und wendet sich dann in zwei schnurgeraden Laufstücken nach Südosten, nun grenzen auch Wiesen an den Lauf. Nachdem im Gewann Greuth von Westen her ein kürzerer, ähnlich eckig gezogener Graben zugelaufen ist, zieht der Bach von Sumpfseggen begleitet ostwärts weiter und unterquert bald die K 2642 Altenmünster–Ingersheim.
Nunmehr beginnt sich der Bach zwischen den Gewannen Obere Flache links und Untere Flache rechts etwas einzutiefen. Auf halbem Wege vor einer folgenden Grasweg-Überfahrt mündete früher von rechts der kurze Quellabfluss des Flachbrunnens zu, von dem aber in der flurbereinigten Fläche heute nichts mehr zu finden ist. 
Nach jeweils einem weiteren kurzen Abschnitt mit Sumpfseggen am sonst kahlen Lauf vor und nach der Überfahrt unterquert der Bach die Bahnstrecke Goldshöfe–Crailsheim. Jenseits steht eine am Südrand des Ingersheimer Sportplatzes angepflanzte Hecke längs des Laufs, der danach an einigen Freizeithütten am Südrand des Gewanns Eselsweg ebenfalls am linken Ufer vorbeizieht. Zuletzt unterquert er die Stichstraße von der Kreisstraße zu den Sportplatzgebäuden und fließt dann auf etwa 400 m ü. NHN und weniger als hundert Meter unterhalb der Flussbrücke der Kreisstraße nach Ingersheim hinüber von links in die obere Jagst ein.
Der Flachbach mündet nach 2,3 km langem Lauf mit mittlerem Sohlgefälle von nicht ganz 10 ‰ etwa 22 Höhenmeter unterhalb seines Grabenbeginns am Umspannwerk.

### Einzugsgebiet
Der Flachbach hat ein 1,4 km² großes Einzugsgebiet, das naturräumlich Teil des Unterraums Crailsheimer Bucht der Hohenloher und Haller Ebene ist. Das fast ganz von großen flurbereinigten Landwirtschaftsflächen eingenommene Gebiet ist völlig waldfrei und hat nur kleine besiedelte Randanteile, ganz im Westen mit wenigen Häusern von Onolzheim sowie im Norden, wo in neuerer Zeit ein Wohngebiet um die Wiesenäckerstraße am Südrand von Altenhausen angelegt wurde. Der höchste Punkt des zur Gänze zum Crailsheimer Stadtgebiet gehörenden Gebietes liegt auf etwa 442 m ü. NHN auf dem Kreuzberg nahe dem Schießstand.
Reihum grenzen die Einzugsgebiete der folgenden Nachbargewässer an:
- Im Norden jenseits des Kreuzbergs fließt der Altenmünster Bach größtenteils verdolt ebenfalls ostwärts zur Jagst, er mündet etwas abwärts im zentralen Crailsheim;
- im Süden zieht der Zollstockbach etwas oberhalb zur Jagst;
- im Westen grenzt das Einzugsgebiet der bedeutenderen Maulach, die viel weiter aufwärts ebenfalls die Jagst speist.

### Zuflüsse
Liste der Zuflüsse von der Quelle zur Mündung. Gewässerlänge, Einzugsgebiet und Höhe nach den entsprechenden Layern auf der Onlinekarte der LUBW. Andere Quellen für die Angaben sind vermerkt.
- (Feldgraben vom Siedlungsrand Altenhausens), von links und Nordwesten auf etwa 416 m ü. NHN vor dem Jagstheimer Weg, ca. 0,4 km und unter 0,1 km². Entsteht auf etwa 421 m ü. NHN am Kinderspielplatz beim Altenhausener Wiesenäckerweg.
- (Feldgraben im Greut), von rechts und Westen auf etwa 410 m ü. NHN vor der K 2642 Altenmünster–Ingersheim, ca. 0,4 km und über 0,1 km². Entsteht auf etwa 414 m ü. NHN am Jagstheimer Weg.

## Geologie
Im westlichen und mittleren Einzugsgebiet liegt im Untergrund Gipskeuper (Grabfeld-Formation). Nach der Querung der Straße Altenhausen–Ingersheim gräbt sich der Bach in den Lettenkeuper (Erfurt-Formation).
Diese Keuperschichten sind im mittleren Einzugsgebiet mit umgelagerten Material aus dem Pleistozän überdeckt. Um die Zumündung des Grabens im Greut gibt es darauf weithin holozäne Altwasserablagerungen – ein Gewannname Seewiesen lässt vermuten, dass es dort früher ein Stillgewässer gab. Um den Unterlauf liegt ein holozänes Schwemmlandband, das kurz vor der Mündung in die Auenlehme längs des Jagstlaufes übergeht.

## Natur und Schutzgebiete
Der Flachbach mündet im den Flusslauf dort als schmaler Streifen begleitenden Landschaftsschutzgebiet Jagsttal zwischen der Wiesmühle und Crailsheim.

### LUBW
Amtliche Online-Gewässerkarte mit passendem Ausschnitt und den hier benutzten Layern: Lauf und Einzugsgebiet des Flachbachs

Allgemeiner Einstieg ohne Voreinstellungen und Layer: Daten- und Kartendienst der Landesanstalt für Umwelt Baden-Württemberg (LUBW) (Hinweise)
1. 1 2 3 4  Höhe nach dem Höhenlinienbild auf dem Hintergrundlayer Topographische Karte.
2. ↑  Länge nach dem Layer Gewässernetz (AWGN).
3. ↑  Einzugsgebiet nach dem Layer Basiseinzugsgebiet (AWGN).
4. ↑  Natur teilweise nach dem Layer Geschützte Biotope.
5. ↑  Länge abgemessen auf dem Hintergrundlayer Topographische Karte.
6. ↑  Einzugsgebiet abgemessen auf dem Hintergrundlayer Topographische Karte.
7. ↑  Schutzgebiet nach dem einschlägigen Layer.

### Andere Belege
1. ↑  Abfluss-BW - Daten und Karten
2. ↑  Wolf-Dieter Sick: Geographische Landesaufnahme: Die naturräumlichen Einheiten auf Blatt 162 Rothenburg o. d. Tauber. Bundesanstalt für Landeskunde, Bad Godesberg 1962. → Online-Karte (PDF; 4,7 MB)
3. ↑  Geologie nach den Layern zu Geologische Karte 1:50.000 auf: Mapserver des Landesamtes für Geologie, Rohstoffe und Bergbau (LGRB) (Hinweise)